# HD 34328
HD 34328 (HIP 24316 / LHS 204) es una estrella de magnitud aparente +9,46 situada en la constelación de Dorado, aproximadamente 2,4º al sur de ζ Doradus.
HD 34328 es una enana amarilla de tipo espectral G0Vw con una temperatura efectiva de 5725 K. Su luminosidad equivale a 3/4 partes de la luminosidad solar y tiene un radio de 0,80 radios solares.
Gira sobre sí misma con una velocidad de rotación de 5,5 km/s, siendo este un límite inferior —el verdadero valor depende de la inclinación de su eje de rotación respecto a la Tierra—.
Se encuentra a 224 años luz del sistema solar.
Al igual que la estrella de Kapteyn o Groombridge 1830, HD 24316 es una estrella procedente del halo galáctico.
La mayor parte de las estrellas de la Vía Láctea, como el Sol, están contenidas en el plano galáctico y orbitan alrededor del centro de la galaxia con órbitas más o menos circulares.
Sin embargo, algunas de ellas provienen de un halo esferoidal que rodea la galaxia —el halo galáctico— y son estrellas muy antiguas de muy baja metalicidad.
El análisis elemental de HD 34328 sigue las pautas encontradas en otras estrellas semejantes. Muestra una abundancia relativa de hierro y manganeso extremadamente baja ([Fe/H] = -1,50), observándose un ligero aumento en el contenido relativo de magnesio ([Mg/Fe] = +0,42).